# Рагианова райска птица
Рагиановата райска птица (Paradisaea raggiana) е вид птица от семейство Райски птици (Paradisaeidae). Птицата е с впечатляващо оперение. Смятана е за национален символ на Папуа - Нова Гвинея и е изобразена върху знамето и герба на републиката.

## Разпространение
Рагиановата райска птица е широко разпространена в южните и североизточните части на Нова Гвинея. Среща се предимно в равнинните екваториални гори, но популациите в северната част на острова обитават и планинските райони до 1500 м надм. вис. За разлика от повечето представители на род Райски птици, този вид има стабилна популация.

## Описание
Рагиановата райска птица е сред едрите представители на род Paradisaea. Възрастните индивиди достигат дължина на тялото 30 – 35 см. Както всички представители на семейство райски птици, и при рагиановата има силно изразен полов диморфизъм. Мъжките се отличават по впечатляващата си окраска, в която доминират ярките топли цветове. Горната част на главата е оцветена в жълто, а гърлото – в изумрудено зелено с леки синкави оттенъци. Нагръдните пера образуват голям воал в лъскаво червен цвят, който мъжките птици използват, за да спечелят вниманието на женските при половия подбор. Гърдите са в светлочервено. Женските са кафяви на цвят, но имат и червени и оранжеви странични пера.

## Поведение

### Хранене
Менюто на птицата се състои преди всичко от плодове, насекоми и паякообразни. Чрез храненето си птицата играе и важна екологична роля, като подпомага разпространението на множество плодни дървета, сред които и такива със стопанско значение като индийското орехче.

### Размножаване
Рагианите са предимно полигамни в отглеждането на потомството. Копулацията е предшествана от забележителен спектакъл, в който мъжката птица демонстрира красотата на перата си, танцува, подскача. Женската снася 1 – 2 яйца, които снася и мъти в гнездо с формата на купа, направено от папрати, шума и влакнести растения.

## Значимост
Рагиановата райска птица има особен статут на национална птица на Папуа - Нова Гвинея. Папуасите я считат за въплъщение на свободата, красотата и могъществото на природата като създател. Много племена в Нова Гвинея са я имали за тотем, а перата ѝ са използвани за украсяването на церемониални шапки и булчински чеиз. След идването на германските, нидерландските и британските колонизатори перата на птицата стават желан атрибут за модната индустрия, което води до избиване на много птици. След Втората световна война ловът на райски птици е забранен и популацията се увеличава. Рагиановата птица е защитен вид и присъства върху знамето и герба на Папуа – Нова Гвинея.